# Електронодонорна група
Електро́нодо́норна група (рос. электронодонорная группа, англ. electron-donor group) — група, що віддає електрони системі, до якої приєднана.
π-електронодонорна група — замісник, що проявляє -R ефект (наприклад, OCH3), тобто здатний збагачувати π-електронну густину в кон'югованій системі, до одного з альтернантних атомів якої він приєднаний. Відзначається від'ємними значеннями констант Гаммета.